# Gaël Kakuta
Gaël Kakuta (sinh ngày 21 tháng 6 năm 1991) là một cầu thủ bóng đá người CHDC Congo sinh ra tại Pháp hiện đang chơi cho câu lạc bộ Lens theo dạng cho mượn từ Amiens. Là một tuyển thủ trẻ của Pháp, anh đã từng thi đấu cho các đội tuyển U17, U18, U19, U20 Pháp và đã ghi được tổng cộng 15 bàn thắng trong 48 trận cho các đội tuyển trẻ.
Mặc dù có thể chơi cho đội tuyển bóng đá quốc gia Pháp vì đây là nơi anh sinh ra và lớn lên, tuy nhiên anh quyết định chơi cho đội tuyển bóng đá quốc gia Cộng hòa Dân chủ Congo vì bố mẹ anh là người CHDC Congo.

## Thống kê sự nghiệp
Tính đến 27 tháng 9 năm 2020
| Câu lạc bộ                 | Mùa giải            | Giải đấu             | Giải đấu | Giải đấu | Cúp quốc gia | Cúp quốc gia | Cúp liên đoàn | Cúp liên đoàn | Khác | Khác | Tổng cộng | Tổng cộng |
| Câu lạc bộ                 | Mùa giải            | Hạng                 | Trận     | Bàn      | Trận         | Bàn          | Trận          | Bàn           | Trận | Bàn  | Trận      | Bàn       |
| -------------------------- | ------------------- | -------------------- | -------- | -------- | ------------ | ------------ | ------------- | ------------- | ---- | ---- | --------- | --------- |
| Chelsea                    | 2009–10             | Premier League       | 1        | 0        | 1            | 0            | 1             | 0             | 1    | 0    | 4         | 0         |
| Chelsea                    | 2010–11             | Premier League       | 5        | 0        | 1            | 0            | 1             | 0             | 5    | 0    | 12        | 0         |
| Chelsea                    | Tổng cộng           | Tổng cộng            | 6        | 0        | 2            | 0            | 2             | 0             | 6    | 0    | 16        | 0         |
| Fulham (mượn)              | 2010–11             | Premier League       | 7        | 1        | 0            | 0            | 0             | 0             | —    | —    | 7         | 1         |
| Bolton Wanderers (mượn)    | 2011–12             | Premier League       | 4        | 0        | 0            | 0            | 2             | 1             | —    | —    | 6         | 1         |
| Dijon (mượn)               | 2011–12             | Ligue 1              | 14       | 4        | 2            | 1            | 0             | 0             | —    | —    | 16        | 5         |
| Vitesse (mượn)             | 2012–13             | Eredivisie           | 22       | 1        | 4            | 0            | —             | —             | 0    | 0    | 26        | 1         |
| Vitesse (mượn)             | 2013–14             | Eredivisie           | 12       | 1        | 1            | 2            | —             | —             | 1    | 0    | 14        | 3         |
| Vitesse (mượn)             | Tổng cộng           | Tổng cộng            | 34       | 2        | 5            | 2            | —             | —             | 1    | 0    | 40        | 4         |
| Lazio (mượn)               | 2013–14             | Serie A              | 1        | 0        | 0            | 0            | —             | —             | 1    | 0    | 2         | 0         |
| Rayo Vallecano (mượn)      | 2014–15             | La Liga              | 35       | 5        | 0            | 0            | —             | —             | —    | —    | 35        | 5         |
| Sevilla                    | 2015–16             | La Liga              | 2        | 0        | 3            | 1            | —             | —             | 0    | 0    | 5         | 1         |
| Hà Bắc Trung Cơ            | 2016                | Chinese Super League | 24       | 2        | 0            | 0            | —             | —             | —    | —    | 24        | 2         |
| Deportivo La Coruña (mượn) | 2016–17             | La Liga              | 10       | 2        | 0            | 0            | —             | —             | —    | —    | 10        | 2         |
| Amiens (mượn)              | 2017–18             | Ligue 1              | 36       | 6        | 2            | 0            | —             | —             | —    | —    | 38        | 6         |
| Rayo Vallecano             | 2018–19             | La Liga              | 12       | 1        | 0            | 0            | —             | —             | —    | —    | 12        | 1         |
| Amiens                     | 2019–20             | Ligue 1              | 24       | 2        | 0            | 0            | —             | —             | —    | —    | 24        | 2         |
| Lens (mượn)                | 2020–21             | Ligue 1              | 5        | 3        | 0            | 0            | —             | —             | —    | —    | 5         | 3         |
| Tổng cộng sự nghiệp        | Tổng cộng sự nghiệp | Tổng cộng sự nghiệp  | 214      | 28       | 14           | 4            | 4             | 1             | 8    | 0    | 240       | 33        |

### Bàn thắng quốc tế
Bàn thắng và kết quả của CHDC Congo được để trước.
| #  | Ngày                 | Địa điểm                                       | Đối thủ    | Bàn thắng | Kết quả | Giải đấu                 |
| -- | -------------------- | ---------------------------------------------- | ---------- | --------- | ------- | ------------------------ |
| 1. | 26 tháng 3 năm 2017  | Sân vận động Kenyatta, Machakos, Kenya         | Kenya      | 1–1       | 1–2     | Giao hữu                 |
| 2. | 11 tháng 11 năm 2021 | Sân vận động Quốc gia, Dar es Salaam, Tanzania | Tanzania   | 1–0       | 3–0     | Vòng loại World Cup 2022 |
| 3  | 24 tháng 3 năm 2023  | Sân vận động Japoma, Douala, Cameroon          | Mauritanie | 1–0       | 3–1     | Vòng loại CAN 2023       |